# 皮查里區
皮查里區（西班牙語：Distrito de Pichari），是秘魯的一個區，位於該國南部庫斯科大區的拉孔本西翁省，始建於1995年8月7日，面積730.45平方公里，海拔高度600米，2005年人口14,788，人口密度每平方公里20人。